# 奧伯特魯埃山
53°1′S 73°22′E / 53.017°S 73.367°E
奧伯特魯埃山是南極洲的山峰，位於南冰洋的赫德島，海拔高度125米，在1929年1月首次由法國地質學家繪入地圖，其後在1948年由澳大利亞探險隊繪入地圖。